# Kapitan fregate (SFRJ)
Kapitan fregate (srbohrvaško: Kapitan fregate) je bil visoki častniški vojaški čin Jugoslovanske vojne mornarice, ki je delovala v sestavi Jugoslovanske ljudske armade.
V Kopenski vojski in Jugoslovanskem vojnem letalstvu mu je ustrezal čin podpolkovnika, v trenutni Natovi shemi činov (STANAG 2116) ustreza razredu OF-5 in v Slovenski vojski mu ustreza čin kapitana fregate.